# Ny-4
Ny-4 (opisywany również jako N-y) – polski samolot sportowy skonstruowany w okresie dwudziestolecia międzywojennego.

## Historia
Samolot został zaprojektowany z myślą o przeszkalaniu na samolotach pilotów szybowcowych oraz jako samolot doświadczalny służący do opracowania taniego samolotu turystycznego. W lipcu 1932 roku inż. Adam Nowotny, w porozumieniu z Instytutem Techniki Szybownictwa we Lwowie, opracował projekt samolotu słabosilnikowego. Realizacji projektu podjął się Aeroklub Lwowski. W tym czasie silnik o zakładanej mocy 40 KM nie był dostępny, dlatego też konstruktor przeprojektował samolot i dostosował projekt do posiadanego silnika Walter NZ-85 o mocy 85 KM. W Laboratorium Aerodynamicznym Politechniki Lwowskiej przeprowadzono badania tunelowe modelu samolotu. Zmieniony projekt oznaczono jako Ny-4 bis.
Budowa samolotu została zlecona nowo powstałym Centralnym Warsztatom Aeroklubowym w Lublinie, jednak z powodu ich likwidacji jesienią 1933 roku niedokończony samolot przetransportowano do zakładów Plage i Laśkiewicz. Samolot został ukończony w kwietniu 1934 roku i oblatany ze znakami rejestracyjnymi SP-ALE. Próby przeprowadzono pomyślnie w Instytucie Badań Technicznych Lotnictwa, wykazały osiągi wyższe od projektowych.
Samolot był eksploatowany w Aeroklubie Lwowskim do 1935 roku, kiedy uległ uszkodzeniu i nie został doprowadzony do stanu lotnego. W 1938 roku był prezentowany na Krajowej Wystawie Lotniczej we Lwowie.

## Konstrukcja
Dwumiejscowy wolnonośny dolnopłat o konstrukcji mieszanej.
Kadłub kratownicowy z spawanych rur stalowych, o przekroju kwadratowym zaokrąglonym u góry. Część przednia, do tylnego fotela, wykonana została jako kratownica sztywna, pozostała część kadłuba została usztywniona linkami stalowymi. Kabiny odkryte, pierwszy fotel był przeznaczony dla pasażera, pilot zajmował miejsce za nim. Górna część kadłuba była pokryta sklejką, pozostała płótnem.
Skrzydło jednodźwigarowe z dźwigarkiem pomocniczym, trójdzielne, o obrysie trapezowym, składane wzdłuż kadłuba. Do dźwigara pokryte grubą sklejką, część środkową (do dźwigarka pomocniczego) sklejką cienką, pozostała część skrzydła płótnem. Części metalowe wykonano ze stali chromoniklowej.
Usterzenie krzyżowe, wolnonośne. Statecznik poziomy wykonany z rur stalowych jako część kadłuba pokryty płótnem. Ster wysokości niedzielony wykonany z drewna i pokryty płótnem. Ster kierunku również o konstrukcji drewnianej i pokryciu płóciennym. Lotki szczelinowe, wyważone masowo.
Podwozie trzypunktowe z obrotową płozą ogonową. Koła podwozia głównego amortyzowane krążkami gumowymi.
Silnik siedmiocylindrowy, gwiazdowy Walter NZ-85 o mocy nominalnej 62,5 kW (85 KM) i mocy startowej 66 kW (90 KM). Śmigło drewniane dwułopatowe firmy Szomański.